# Río Ciruelo, Santa Cruz Zenzontepec
Río Ciruelo är en ort i Mexiko.   Den ligger i kommunen Santa Cruz Zenzontepec och delstaten Oaxaca, i den sydöstra delen av landet, 400 km sydost om huvudstaden Mexico City. Río Ciruelo ligger 566 meter över havet och antalet invånare är 234.
Terrängen runt Río Ciruelo är bergig åt nordost, men åt sydväst är den kuperad. Río Ciruelo ligger nere i en dal. Runt Río Ciruelo är det ganska tätbefolkat, med 56 invånare per kvadratkilometer. Närmaste större samhälle är El Limoncillo, 4,4 km väster om Río Ciruelo. Omgivningarna runt Río Ciruelo är huvudsakligen savann.